# Mezzogiorno di fuoco
Mezzogiorno di fuoco (High Noon) è un film western del 1952 diretto da Fred Zinnemann. Scritto da Carl Foreman, è basato sul racconto The Tin Star di John W. Cunningham. Foreman fu anche il produttore, ma non fu accreditato perché facente parte della "lista nera" della MPAA.
Nel 1989 è stato inserito fra i film conservati nel National Film Registry presso la Biblioteca del Congresso degli Stati Uniti. Nel 1998 l'American Film Institute l'ha inserito al trentatreesimo posto della classifica dei migliori cento film statunitensi di tutti i tempi, mentre dieci anni dopo, nella lista aggiornata, è salito al ventisettesimo posto.

## Trama
1898. Il film è ambientato nella cittadina di Hadleyville, nel Territorio del Nuovo Messico, e narra la vicenda di uno sceriffo che si sente moralmente obbligato ad affrontare un manipolo di fuorilegge che sta per giungere in città, ma viene tradito e abbandonato da tutti i cittadini.
Will Kane, dopo aver riportato la legge e l'ordine, sposa la quacchera Amy Fowler. Subito dopo il matrimonio dà le dimissioni e la cittadina attende per il giorno successivo l'arrivo del nuovo sceriffo. Kane riceve però un telegramma, dal quale apprende che con il treno di mezzogiorno arriverà Frank Miller, un uomo da lui arrestato e condannato all'ergastolo cinque anni prima, ora sorprendentemente graziato. Ad attendere Miller alla stazione ci sono altri tre banditi che lo aiuteranno a portare a termine la promessa vendetta.
Lo sceriffo cerca di formare una squadra di agenti giurati per affrontare Miller, ma, con vari motivi pretestuosi, tutti i cittadini preferiscono abbandonarlo al suo destino e molti gli chiedono di lasciare la cittadina per evitare la sparatoria, che darebbe a Hadleyville una cattiva reputazione. Qualcuno, come il titolare di un albergo-saloon, arriva a rimpiangere i tempi in cui Miller spadroneggiava spavaldamente in città prima che Kane lo arrestasse e ponesse fine all'anarchia ed alle prepotenze del bandito e della sua banda.

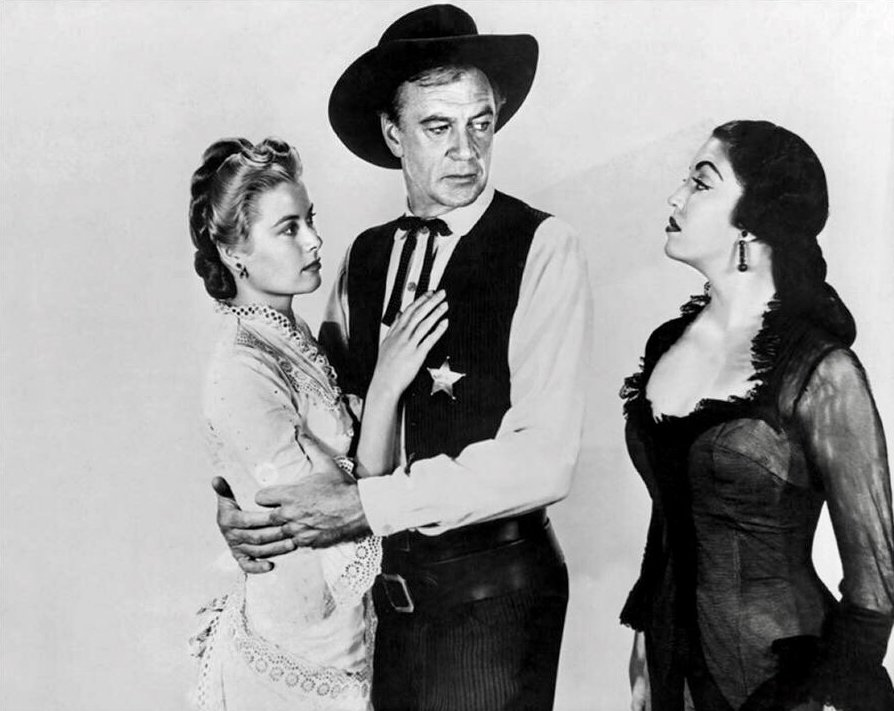
Grace Kelly, Gary Cooper e Katy Jurado in una foto di scena

La giovane moglie di Kane, che per motivi religiosi professa avversione a ogni genere di violenza, vorrebbe che il marito lasciasse subito la città, ma Kane rifiuta, consapevole che Miller, assetato di vendetta, lo cercherà per ucciderlo e prima o poi lo troverà. Amy decide allora di partire da sola con il treno, pur essendo combattuta dal desiderio di restare con il suo uomo quando questi dovrà affrontare i fuorilegge. Convinta a non abbandonarlo dalla ex amante di Kane, Helen Ramirez, sarà proprio Amy l'unica persona ad aiutarlo, sparando a uno dei banditi.
Dopo questo fatto, Frank Miller, rimasto solo riesce a catturare Amy e se ne serve per costringere Kane al duello in strada, nel quale Kane riesce ad avere la meglio, uccidendolo. Solo allora, mentre Kane abbraccia Amy, i cittadini si riversano nelle strade dopo averle lasciate vigliaccamente deserte durante l'azione, abbandonando Kane al suo destino. Accortosi di essere circondato da questi cittadini che l'avevano lasciato solo nella lotta, senza una parola Kane alza lo sguardo mutando l'espressione dalla gioia al disdegno e, prima di allontanarsi in calesse con la moglie, getta con disprezzo nella polvere la sua stella di sceriffo.

## Collocazione temporale
Nessuna informazione diretta è data nel film riguardo alla sua collocazione temporale (se non il fatto che siamo nel West negli ultimi decenni del XIX secolo e che la storia si svolge in una domenica di estate); tuttavia nel film sono presenti alcuni elementi, messi più o meno intenzionalmente, che suggeriscono che la storia si svolga nel 1898, e più precisamente il 26 giugno. Per cominciare, in diverse scene (tutte quelle in cui si rappresenta la via principale avendo sulla sinistra l'ufficio dello sceriffo), è chiaramente visibile la data 1898 sulla facciata di un edificio; coerentemente con questo elemento la storia non può essersi svolta prima di tale data.
Inoltre, nell'ufficio di Kane su due manifesti stampati appesi al muro (di fronte e a sinistra della porta di ingresso) si parla di una chiamata di volontari per una guerra; in particolare nel secondo (inquadrato in molte scene del film, v. l'immagine all' inizio della sezione trama) vi sono in inglese le scritte "la guerra è dichiarata" e "il Presidente chiama 75.000 volontari". Ora, l'unica guerra dichiarata dagli Stati Uniti negli ultimi decenni dell'Ottocento fu la guerra ispano-americana, dichiarata nell'aprile del 1898; inoltre, proprio 75.000 volontari furono richiesti dal presidente William McKinley nella seconda chiamata datata 25 maggio 1898; coerentemente con questo elemento la storia si svolge nel 1898 dopo il 25 maggio.
Infine il giorno preciso si può desumere dal fatto che, nella scena in cui l'addetto alla stazione ferroviaria riceve il telegramma che annuncia l'arrivo di Miller, su un muro della stanza viene visualizzato il giorno 26 su un calendario; poiché nel 1898 l'unica domenica 26 si ebbe nel mese di giugno, l'unica data compatibile con tutti questi elementi è proprio il 26 giugno 1898.

## Colonna sonora
La vicenda è scandita dalla celebre musica di Dimitri Tiomkin, il cui motivo principale, la canzone Do not forsake me, oh my darling (anche nota come High noon, titolo originale del film), cantata nel film dal famoso cantante country Tex Ritter, è diventata molto popolare soprattutto nella successiva versione dell'italo-americano Frankie Laine.

## Opere dedicate
- Nel 1974 Mel Brooks realizzò il film Mezzogiorno e mezzo di fuoco, una parodia del genere western con Cleavon Little e Gene Wilder, che non poteva prescindere da classici come Mezzogiorno di fuoco. Il titolo in lingua originale della parodia, Blazing Saddles (letteralmente "selle fiammeggianti") non ha alcuna parola in comune con la traduzione italiana o con il titolo originale del film citato da essa.
- Nel 1981 uscì il film Atmosfera zero, con protagonista Sean Connery, che è considerato la versione fantascientifica di Mezzogiorno di fuoco per via di similitudini tematiche e della trama.
- Nel 1984 uscì Highnoon, videogioco per Commodore 64 con il motivo musicale del film. Si concludeva con un duello.
- Nel gioco di carte Bang!, ambientato nel Far West, c'è un'espansione dedicata al film, chiamata appunto High Noon.
- Nel videogioco Overwatch quando si usa l'Ultra del personaggio Cassidy, egli dirà:"Mezzogiorno di fuoco" (in inglese "It's high noon"), chiaro riferimento al film.

## Esordi
L'opera segnò il debutto cinematografico dell'attore Lee Van Cleef nel ruolo di Jack Colby.

## Riconoscimenti
- 1953 - Premio Oscar
  - Miglior attore protagonista a Gary Cooper
  - Miglior montaggio a Elmo Williams e Harry W. Gerstad
  - Miglior colonna sonora a Dimitri Tiomkin
  - Miglior canzone (Do Not Forsake Me, Oh My Darlin) a Ned Washington e Dimitri Tiomkin
  - Candidatura Miglior film a Stanley Kramer
  - Candidatura Migliore regia a Fred Zinnemann
  - Candidatura Migliore sceneggiatura non originale a Carl Foreman
- 1953 - Golden Globe
  - Miglior attore in un film drammatico a Gary Cooper
  - Miglior attrice non protagonista a Katy Jurado
  - Migliore fotografia a Floyd Crosby
  - Miglior colonna sonora a Dimitri Tiomkin
  - Candidatura Miglior film drammatico
  - Candidatura Miglior attrice debuttante a Katy Jurado
  - Candidatura Migliore sceneggiatura a Carl Foreman
- 1953 - Writers Guild of America
  - WGA Award a Carl Foreman

- 1952 - New York Film Critics Circle Award
  - Miglior film
  - Migliore regia a Fred Zinnemann
- 1953 - Bodil Award
  - Miglior film a Fred Zinnemann
- 1954 - Cinema Writers Circle Award
  - Miglior film straniero
- 2003 - DVD Exclusive Award
  - Candidatura Miglior commento audio a Maria Cooper, Jonathan Foreman, Tim Zinnemann e John Ritter
- 1952 - National Board of Review Award
  - Migliori dieci film
- 1953 - Directors Guild of America
  - Candidatura DGA Award a Fred Zinnemann
- 1952 - Photoplay Award
  - Star maschile più popolare a Gary Cooper